# SN 2011ff
SN 2011ff – supernowa typu Ia odkryta 22 sierpnia 2011 roku w galaktyce UGC 12179. W momencie odkrycia miała maksymalną jasność 16,80m.